# C/2018 A6 (Gibbs)
C/2018 A6 (Gibbs) — короткоперіодична комета типу комети Галлея. Відкрита 15 січня 2018 року; була 19.3m на час відкриття.